# Бисхорн
Бисхорн (нем. Bishorn) — горная вершина высотой 4153 метра над уровнем моря в Пеннинских Альпах в Швейцарии в кантоне Вале. Первое восхождение на Бисхорн совершили Г. С. Барнс, Р. Чессир-Уолкер, Й. Имбоден, Й. М. Чентон 18 августа 1884 года. В 1994 году UIAA включил Бисхорн в основной список официального перечня альпийских четырёхтысячников

## Физико-географические характеристики
Вершина Бисхорн расположена на северном хребте вершины Вайсхорн. Расстояние между вершинами Бисхорн и Вайсхорн составляет примерно 2 километра. Ближайшими населёнными пунктами к вершине Бисхорн являются деревня Ранда (6 километров на восток) и деревня Циналь (8 километров на запад).
У Бисхорна есть второстепенная вершина Пуэнт-Барнаби высотой 4135 метров над уровнем моря. Обе вершины соединены пологим снежным гребнем протяжённостью около 600 метров. Вершина Бисхорн покрыта снегом, тогда как Пуэнт-Барнаби большей частью имеет скалистую поверхность.
Относительная высота вершины Бисхорна составляет 95 метров. Родительской вершиной по отношению к Бисхорну является Гранд-Жандарм, второстепенная вершина Вайсхорна высотой 4331, расположенная примерно в километре от Бисхорна в ЮЮЗ направлении на гребне, соединяющем обе вершины. Седловиной Бисхорна и Гранд-Жандарма является высшая точка перевала Вайсхорнйох высотой 4058 метров. В 1994 году UIAA при составлении списка горных вершин-четырёхтысячников Альп поместил Бисхорн в основной список, так как она удовлетворяла топографическому критерию. В списке UIAA она занимает 42 место по абсолютной высоте. Второстепенная вершина Бисхорна Пуэнт-Барнаби также вошла в список UIAA, но из-за небольшой относительной высоты она попала только во расширенную группу вершин.

## История восхождений
Первое восхождение на вершину Бисхорн было совершено 19 августа 1884 года Г. С. Барнсом и Р. Чессир-Уолкером с проводниками Й. Имбоденом и Й. М. Чентоном. Первое восхождение на второстепенную вершину Пуэнт-Барнаби было совершено ранее в этом же году Элизабет Барнаби с проводниками Й. Имбоденом и П. Сарбачем (6 мая 1884 года).
Северо-восточная стена была впервые пройдена Е.-Р. Бланшетом с проводниками К. Музером и К. Лохматтером 21 сентября 1924 года. Первое зимнее восхождение по этому же маршруту было совершено М. Гаммой, Й. Хенкелем и Г. Лаутенеггером 23 января 1969 года.
18 августа 1925 года известная немецкая альпинистка Элеонора Газенклевер вместе с компаньонами Гансом Пфанном и Германом Триром попали под лавину при спуске с вершины Бисхорн на высоте 3800 метров. Триру и Пфанну удалось выжить, но Элеонора Хазенклевер погибла. Элеонора была похоронена на кладбище альпинистов в Церматте.

## Маршруты восхождений
Восхождение на Бисхорн обычно совершается в рамках восхождения на более популярную вершину Вайсхорн. Маршрут восхождений на обе вершины совпадает до Бисхорна и проходит по северо-западному хребту. Маршрут берёт начало в приюте Тракюит, расположенном на высоте 3256 метров над уровнем моря на западном склоне. Этот маршрут является классическим для Бисхорна и имеет II категорию сложности по классификации UIAA (PD- по классификации IFAS), и большинство альпинистов идут этим путём.